# John Scott Haldane
Pour les articles homonymes, voir Haldane.
John Scott Haldane (3 mai 1860 - 15 mars 1936) est un physiologiste écossais spécialisé dans la respiration.

## Biographie
Haldane est le fils de Robert Haldane, et son grand-père un évangéliste écossais nommé James Alexander Haldane. Sa mère est Mary Elizabeth Burdon-Sanderson, la fille de Richard Burdon-Sanderson et la petite-fille de Sir Thomas Burdon. Son oncle maternel est le physiologiste John Scott Burdon-Sanderson. Il est le frère de la femme de lettres Elizabeth Haldane, de William Stowell Haldane et de Richard Burdon Haldane.
Haldane a eu deux enfants de sa femme Louisa Kathleen Trotter : le scientifique J.B.S. Haldane et l'auteur Naomi Mitchison.

## Travaux
John Scott Haldane participe à de nombreuses recherches concernant la respiration. Il a notamment décrit un phénomène qui porte son nom, l'effet Haldane. Ses travaux sur la physiologie des hautes altitudes, la physiologie de la plongée, l'oxygénothérapie et l'empoisonnement au monoxyde de carbone ont conduit à un changement radical dans la médecine clinique et lui valent d'être considéré comme le père de l'oxygénothérapie. Il a notamment proposé l'usage de très petits animaux pour détecter les risques d'empoisonnement par monoxyde de carbone dans les mines britanniques où plusieurs accidents se sont produits à la fin des années 1890, leur métabolisme élevé les rendant plus sensibles à ce gaz toxique. Il teste d'abord comme animaux « avertisseurs » les souris blanches mais celle-ci dorment souvent, si bien qu'il est difficile de distinguer ce comportement des symptômes de l'intoxication. Il teste aussi des cochons d'Inde et des lapins qui présentent les mêmes inconvénients, et surtout des oiseaux (linottes mélodieuses, sizerins flammés, pigeons, moineaux) qui se révèlent des bioindicateurs plus efficaces car ils tombent de leurs perchoirs s'ils sont victimes de l'intoxication. C'est finalement les canaris qui sont massivement adoptés à partir de 1921 car ces oiseaux, surtout les mâles, chantent en permanence, si bien que les mineurs n'ont pas besoin de les regarder pour être avertis de l'accident : l'arrêt de leur chant les renseigne plus sûrement.
Il est le fondateur du Journal de l'hygiène (The Journal of Hygiene).
Haldane fabriqua un appareil de décompression pour faciliter l'aide aux plongeurs profonds et établit, pour la Royal Navy en 1907, des procédures de décompression pour la plongée à l'air jusqu'à 200 pieds soit 65 mètres, après avoir fait de nombreuses expérimentations animales.
L'équation d'Haldane s’appuie sur la loi de Henry. Il proposa une formule pour déterminer les coefficients de saturation des différents tissus de l'organisme :
{\displaystyle T_{N2}=T_{o}+(T_{f}-T_{o})(1-0.5^{(t/t_{0})})}
- T : tension (i.e. pression) de gaz dans les tissus
- {\displaystyle T_{o}} : tension initiale
- {\displaystyle T_{N2}}: tension actuelle
- {\displaystyle T_{f}}: tension finale
- {\displaystyle t_{0}} : Période du compartiment
- t : temps actuel

L'équation d'Haldane est utilisée dans beaucoup de tables de plongée actuelles et d'ordinateurs de plongée actuels, même si un nombre croissant de modèles de décompression contredisent ses hypothèses (asymétrie des phénomènes de saturation, désaturation comme le protocole d'Hempleman et ceux de Thalmann, la prise en compte des bulles circulantes, VPM, RGBM ...).